# Henryk Jensz
Karol Henryk Jensz (ur. 21 lutego 1884 w Lublinie, zm. 2 maja 1955 w Gdańsku) – polski inżynier technolog, radny miejski i wiceprezydent Wilna.

## Życiorys
Był synem Józefa i Karoliny z Petzników. W 1905 r. ukończył szkołę realną w Saratowie, zaś w 1915 r. Instytut Technologiczny w Petersburgu. W tym okresie należał do Polskiej Partii Socjalistycznej i uczestniczył w strajkach w 1905 roku. W trakcie studiów ożenił się (1911) z Wandą Berda. Po ukończeniu studiów pracował w Kirgistanie jako kierownik budowy i dyrektor Zarządu Projektowania i Budowy Nawodnienia Doliny Rzeki Czu. Po powrocie do Polski pracował najpierw na kolei, następnie w latach 1921–1927 był kierownikiem Oddziału Wodno-Pomiarowego w Urzędzie Wojewódzkim w Wilnie. Następnie w latach 1927–1931 założył własne biuro melioracyjne (Biuro Projektowania Zakładów Hydraulicznych i Melioracji) z siedzibą przy ul. Portowej. Od 1931 do 1939 roku pracował w Zarządzie Miejskim miasta Wilna. Był tam dyrektorem wodociągów i kanalizacji, dyrektorem technicznym. W 1934 r., tymczasowo był wiceprezydentem Wilna. W 1939 r. był naczelnikiem Wydziału Techniczno-Budowlanego Zarządu Miejskiego w Wilnie. W latach 1926–1931 był także wykładowcą w Państwowej Szkole Technicznej w Wilnie im. Józefa Piłsudskiego, gdzie na Wydziale Mechanicznym prowadził zajęcia z hydromechaniki silników wodnych, pomp i turbin. W okresie międzywojennym udzielał się także społecznie i zawodowo w wielu organizacjach. W latach 1920–1930 i 1932–1935 był sekretarzem Stowarzyszenia Techników Polskich w Wilnie. Od 1928 (?) członek zarządu Towarzystwa Propagandy Budowy Dróg Wodnych w Polsce oddział w Wilnie. Był także prezesem rady okręgowej spółdzielni „Społem”. Był założycielem i prezesem Towarzystwa Kursów Technicznych w Wilnie. Był także prezesem rady grodzkiej BBWR w Wilnie.
W czasie II wojny światowej pracował najpierw w Kowieńskim Kierownictwie Regulacji Niemna, a po wkroczeniu Niemców przeniósł się do Zatrocza koło Trok pod Wilnem, gdzie pływał łodzią jako przewoźnik na jeziorze Galwe. Po zakończeniu wojny ewakuował się do Gdańska, gdzie od 1945 r. pracował najpierw w Stoczni Gdańskiej, następnie Gdańskim Urzędzie Morskim, Dyrekcji Odbudowy Gdańska i wreszcie w Biurze Projektów Budownictwa Miejskiego jako kierownik Wydziału Instalacji Sanitarnych.
Był także autorem opracowań naukowych: Henryk Jensz, Siły wodne Wileńszczyzny, Warszawa 1929; Henryk Jensz, Wodociągi i kanalizacja miasta Wilna, Wilno 1932.
Za swoje dokonania otrzymał szereg nagród oraz został odznaczony Złotym Krzyżem Zasługi (w 1933 i 1950 roku) oraz Medalem Dziesięciolecia Odzyskanej Niepodległości.